# 伊爾代布蘭多·達爾堪傑羅

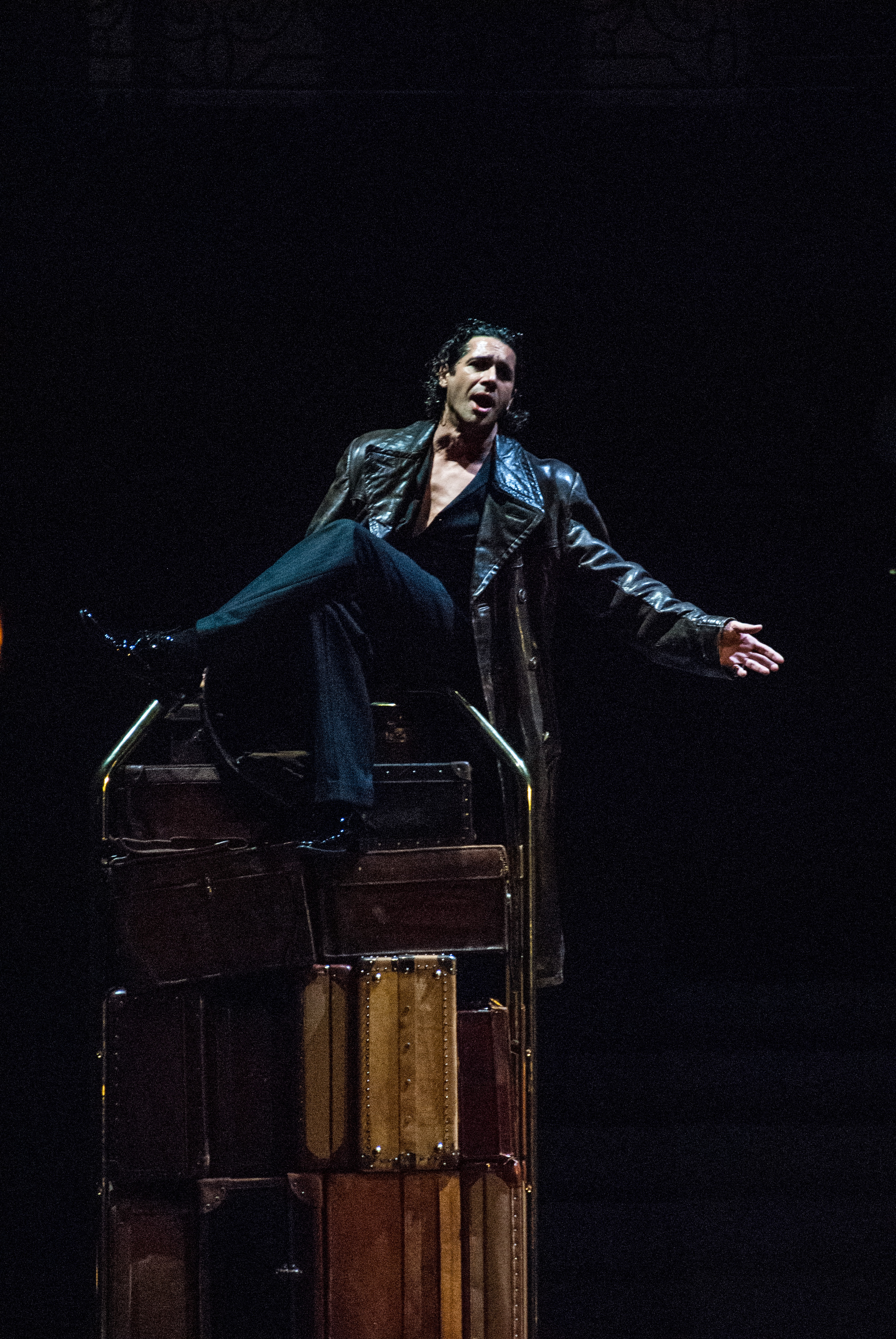
达尔堪杰罗在2014年萨尔茨堡音乐节上扮演唐·乔望尼

伊爾代布蘭多·達爾堪傑羅（義大利語：Ildebrando D'Arcangelo，1969年12月14日—），義大利著名男低音歌劇唱家，偶有演唱男中音角色，現居於巴黎。